# Club Deportivo Montañeros Jabalcuz
El Club Deportivo Montañeros Jabalcuz es un club de aficionados a los deportes de montaña afincado en Jaén, España. Fundado en 1994 por un grupo de personas que pertenecieron al Club Alpino El Lagarto se caracteriza por la variedad de sus actividades.
Tiene su sede en el Hotel de Asociaciones, Universidad Popular Municipal de Jaén, 5ª planta Avd. de Andalucía , nº 47, 23005 – Jaén, España.

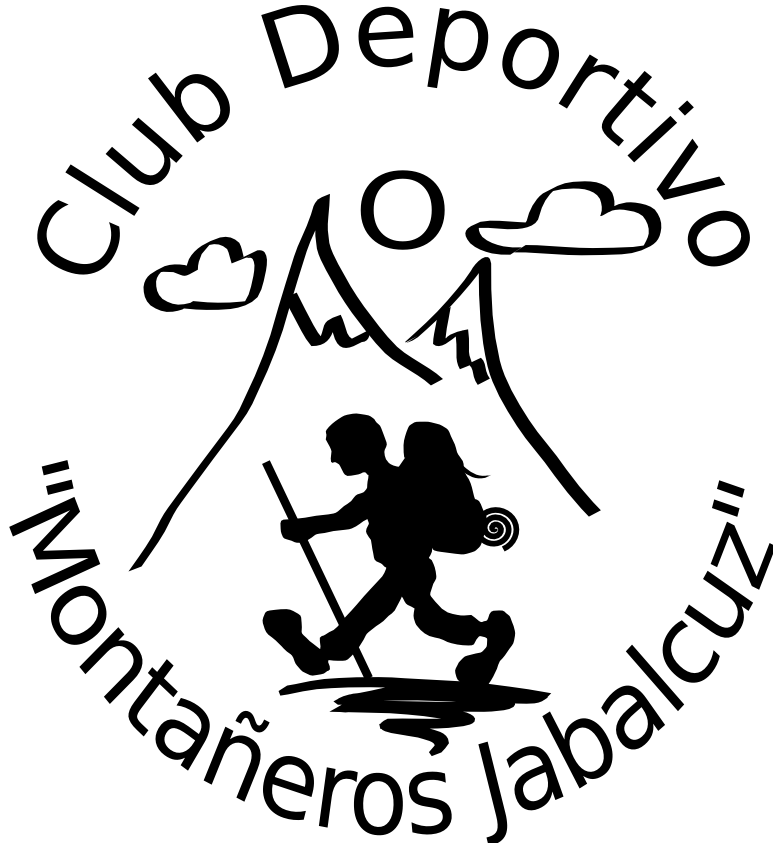
Escudo del Club Deportivo Montañeros Jabalcuz

## Modalidades practicadas
Las actividades que realizan son las siguientes:
- Montañismo
- Escalada deportiva
- Escalada artificial
- Escalada en hielo
- Senderismo
- Barranquismo
- Ciclismo de montaña
- Cicloturismo
- Esquí de travesía

## Histórico de actividades
- 2012: Ascensión invernal al pico Elbrus, en el Cáucaso ruso
- Ascensión al Cervino (Suiza)
- Ascensiones al Mont Blanc (Francia)
- Ascensiones al Toubkal (Marruecos)
- Ascensiones pirenaicas
- Ascensión al Artesonraju (Perú)